# Rose Bampton
Pour les articles homonymes, voir Bampton.
Rose Bampton, née le 28 novembre 1908 à Lakewood dans l'Ohio et morte le 21 août 2007 à Bryn Mawr dans la Pennsylvanie, est une soprano lyrique américaine.

## Biographie

### Jeunesse
Elle suit les cours de Queena Mario au Curtis Institute of Music de Philadelphie, puis fait ses études classiques à l'université Drake, à Des Moines, dans l'Iowa, où elle obtient un doctorat en beaux-arts.

### Carrière
Elle commence sa carrière comme contralto à l'Opéra de Philadelphie de 1929 à 1932, puis devient mezzo-soprano et finalement soprano, ce qui lui permet de chanter aussi bien le rôle d'Amneris (mezzo-soprano) que d'Aïda (soprano) de l'opéra éponyme de Verdi. Elle fait ses débuts au Metropolitan Opera de New York le 28 novembre 1932, dans le rôle de Laura de la Gioconda de Ponchielli, et continue à y chanter régulièrement jusqu'en 1945. Elle y retourne ensuite de 1947 à 1950. Elle se produit chaque année au Teatro Colón de Buenos Aires, entre 1942 et 1948, puis revient à New York.

### Vie privée
Son mari est le chef d'orchestre Wilfrid Pelletier.